# Atelognathus
Atelognathus là một chi động vật lưỡng cư trong họ Ceratophryidae, thuộc bộ Anura. Chi này có 9 loài và 67% bị đe dọa hoặc tuyệt chủng.

## Các loài
Theo phân loài ASW 2013:
- Atelognathus ceii Basso, 1998
- Atelognathus nitoi (Barrio, 1973)
- Atelognathus patagonicus (Gallardo, 1962)
- Atelognathus praebasalticus (Cei & Roig, 1968)
- Atelognathus reverberii (Cei, 1969)
- Atelognathus salai Cei, 1984
- Atelognathus solitarius (Cei, 1970)